# Швейцария на «Евровидении-2006»
Швейцария на «Евровидении-2006» была представлена выбранной внутренним отбором интернациональной группой six4one, составленной из шести исполнителей из разных европейских стран. Они исполнили песню «If We All Give A Little», написанную Ральфом Зигелем (музыка) и Берндом Майнунгером. Швейцария как вошедшая в Топ-10 минувшего конкурса была освобождена от квалификации через полуфинал и выступила сразу в финале. Там она заняла итоговое 17-е место из 24 исполнителей с 30 очками в активе.

## Исполнители
Швейцарское телевидение (телекомпания SF DRS) объявило о том, что песню для Евровидения в Афинах напишут Ральф Зигель и Бернд Майнунгер, однако в пресс-релизе подчёркивалось, что исполнителя ещё предстоит выбрать. В числе кандидатур были Лу Бега, Миа Эгетер, Палома, Франсин Жорди и Тинки Милинкович. С 14 января началось объявление исполнителей, которые выступят от Швейцарии в составе единого коллектива six4one — их кастинг прошёл с 25 по 27 ноября в Мюнхене:
- Лиэль Колет. Прославилась благодаря выступлению в Тель-Авиве с рок-группой Scorpions.
- Андреас Лундстедт, солист поп-группы Alcazar. Ранее выступал с группой Stage Four, участвовал в ряде мюзиклов (Чикаго, Лихорадка субботнего вечера). Несколько раз участвовал в отборе к Евровидению от Швеции. Известен благодаря синглам «Crying at the discotheque» и «Driver dagg faller regn».
- Тинка Милинкович. Училась в колледже Луизианы и Музыкальном университете Луизианы, изучала оперное пение. Артистка мюзиклов и опер, музыкант филармонического оркестра Сараево. Заняла 2-е место в 2005 году на боснийском национальном отборе.
- Кит Камильери, актёр и певец. Занял 4-е место на мальтийском национальном отборе в 2004 году с песней «Tango for two». В 2005 году записал хит радиочартов Мальты «Sunshine in your eyes».
- / Марко Матиас. Уроженец Германии, родители — португальцы. Выступал в 2000 году со своей группой «Atlanticos» на конкурсе песен на португальском языке в 2000 году, где занял 3-е место. Участник шоу «The German Voice 2003», попал в финал из 12 тысяч кандидатур и занял 2-е место. Также выступал на немецком отборе 2006 года с Николь Зюсмильх, занял 2-е место.
- Клаудия Д'Аддьо. Участница шоу Music Star.

## Песня
Демоверсия песни «If We All Give A Little» была составлена в сентябре Берндом Майнунгером, и Ральф Зигель доработал её за три дня до окончания приёма заявок. Песня характеризуется как поп-рок-гимн с призывом в тексте объединить мир и о возможности каждого человека внести свой вклад в становление мира. Аранжировку песни сделал Норберт Даун, в записи участвовал оркестр Мюнхенской филармонии и ряд музыкантов: Гюнтер Гебауэр (бас-гитара), Томас Дрешер (барабаны), Матс Бьёрклунд и Чарли Хорнеманн (гитары), Уолтер Шмидт и Конрад Бекк (клавишные). Альбом с песнями Ральфа Зигеля и Бернда Майнунгера в исполнении артистов six4one вышел 17 марта 2006 года.
18 марта на телеканале SF1 швейцарская песня впервые прозвучала в шоу «Benissimo». Клип был снят с 26 по 29 февраля в греческом Нафплио, режиссёром стал Рето Кадафф. Её же сделало своим гимном всемирное благотворительное движение «We Are What We Do», которое отметило полное совпадение со своей философией.

## Мнения
В швейцарской прессе (в том числе и в интервью Ральфа Зигеля) господствовало мнение, что именно интернациональные исполнители могут принести Швейцарии попадание на высокие места в конкурсе или даже победу.
Автор интернет-проекта «Евровидение-Казахстан» Андрей Михеев назвал песню стандартным гимном за мир во всём мире, но похвалил Зигеля за выбор исполнителей по профессионализму, а не по известности:

- Музыка: Стандартный гимн Ральфа Зигеля, очень сильные куплеты, и хотя припев не очень силен, но почему-то песня довольно быстро запоминается. 8/10
- Текст: Вновь достаточно стандартный гимн за мир во всем мире. 7/10
- Вокал: Большой плюс в том, что авторы песни выбрали исполнителей не по "звездности", а по вокальному профессионализму. Все - вокалисты высшего уровня. 10/10
- Итог: Интернациональная песня Зигеля обречена на успешное выступление на Евровидении. 8/10

Председатель российского фан-клуба OGAE Антон Кулаков отметил прекрасную работу авторов песни и исполнителей и выразил надежду, что и страны, откуда родом исполнители, поддержат Швейцарию и помогут ей попасть в десятку лучших:

- Музыка: Песня располагает к себе с первого аккорда. Да и развитие проработано. Зигель - молодец! 10/10
- Текст: Очередной гимн. Музыка вполне подходит к тексту. 9.5/10
- Вокал: Если споются живьем на нужном уровне (как в студийке) - то это нечто. 9.5/10
- Итог: Место в десятке - точно - так как много дружественных стран к своим исполнителям будут благосклонны. 8/10

## Выступление
Швейцарии выпала честь открыть финал конкурса: все шестеро исполнителей выступили 20 мая 2006 года в Афинах первыми в финале. Однако итог оказался неутешительным — группа заработала всего 30 баллов, причём не получила ни одного балла от Швеции и получила высший балл только от Мальты. 17-е место привело к тому, что Швейцария обязалась пройти квалификацию в полуфинале на следующий год.

## Голоса

### За Швейцарию
| 12 баллов | 10 баллов                        | 8 баллов | 7 баллов | 6 баллов     |
| --------- | -------------------------------- | -------- | -------- | ------------ |
| - Мальта  |                                  |          |          | - Монако     |
| 5 баллов  | 4 балла                          | 3 балла  | 2 балла  | 1 балл       |
|           | - Босния и Герцеговина - Израиль | - Кипр   |          | - Португалия |

### От Швейцарии
| 12 баллов | Босния и Герцеговина |
| 10 баллов | Албания              |
| 8 баллов  | Турция               |
| 7 баллов  | Португалия           |
| 6 баллов  | Республика Македония |
| 5 баллов  | Финляндия            |
| 4 балла   | Швейцария            |
| 3 балла   | Армения              |
| 2 балла   | Ирландия             |
| 1 балл    | Кипр                 |

| 12 баллов | Босния и Герцеговина |
| 10 баллов | Турция               |
| 8 баллов  | Финляндия            |
| 7 баллов  | Германия             |
| 6 баллов  | Хорватия             |
| 5 баллов  | Греция               |
| 4 балла   | Республика Македония |
| 3 балла   | Ирландия             |
| 2 балла   | Швеция               |
| 1 балл    | Румыния              |